# Nicole Theriault
Nicole Theriault (en tailandés: นิโคล เทริโอ, 23 de junio de 1973 en California, Estados Unidos), conocida también como Nikki o Ki, es un cantante tailandesa que se hizo popular con sus álbumes de éxito titulados como Ka-Po-Lo cómico del Club y la Dama.

## Biografía
Nicole, nació en California, es de ascendencia entre tailandesa y estadounidense. Comenzó la escuela como la Estrella de Twinkle que recibió educación preescolar y de primer a tercer grado en la Escuela Internacional Ruamrudee en Tailandia. Ella continuó su educación en Estados Unidos en la Escuela Preparatoria de cuarto a sexto grado. Después de eso, regresó a la escuela en Tailandia, una vez más para completar su educación secundaria. Asistió a la Universidad de Asunción en Tailandia durante sus dos primeros años universitarios y pasó otros dos años graduándose como licenciada en Artes en la universidad de Framingham y Administración de Empresas en Ciencias Empresariales en la universidad de Columbia en Chicago.
Nicole comenzó a cantar en concursos de Star Search en 1996 y lanzó su primer álbum en 1998. También ha logrado el éxito en el favorito de Tailandia, actuando como el ¡Corre! Dangerous Love y la película, una noche de Esposo.
Se casó con Maew-Jirasuk Panphum el 24 de enero de 2004, y tiene un hijo apodado llamado, Tigger ("Maew" significa "gato" en tailandés). Nicole y Maew se han divorciado el 15 de febrero de 2008.

## Discografía

### Álbumes
- 1998 - Ka-Po-Lo Club (กะ-โป-โล-คลับ)
- 1999 - Funny Lady (บุษบาหน้าเป็น)
- 2000 - Another Part Of Me
- 2000 - Seven
- 2001 - นิโคลพันธุ์ดุ (Dangerous Nicole)
- 2001 - Merry Christmas
- 2001 - PlayTime
- 2002 - Two Faces Of Love
- 2003 - หัวใจเดินทาง (On the Way)

### Álbumes especiales
- 1999 - Funny Lady Acoustic Version (บุษบาหน้าเป็น อะคูสติกเวอร์ชัน)
- 2000 - Another Part Of Me
- 2000 - Seven
- 2001 - Playtime
- 2001 - Merry Christmas
- 2002 - Two Faces Of Love
- 2007 - Nicole Beautiful Life

### Rendimiento
- 2000 - Aroka
- 2009 - Breath The Musical (Lomhaijai The Musical)

### Filmografía
- 2003 - One night husband (Kuen Rai Ngaow)
- 2009 - Phobia 2 (5 Praeng)